# پریسما
پریسما (انگلیسی: Prisma) یک فروشگاه زنجیره‌ای فنلاندی از هایپرمارکتها متعلق به گروه اس است که در فنلاند در حال حاضر ۷۴ فروشگاه در ۵۱ شهر مختلف دارد. اولین فروشگاه پریسما در یووسکوله در سال ۱۹۷۲ افتتاح شد. علاوه بر خورک و مواد غذایی، مجموعه پریسما شامل مجموعه‌ای گسترده از لباس، تجهیزات ورزشی، کتاب، اسباب‌بازی، سرگرمی و لوازم جانبی منزل است.
رقیب اصلی پریسما در فنلاند، فروشگاه زنجیره‌ای «کو-سیتی‌مارکت» متعلق به کسکو است. پریسما همچنین ۱۴ هایپرمارکت در داخل و اطراف ۵ شهر استونی دارد. این فروشگاه زنجیره‌ای همچنین در لتونی و لیتوانی فروشگاه‌هایی داشته است، اما آنها در سال ۲۰۱۷ تعطیل شدند. در ۴ مارس ۲۰۲۲، مالک پریسما، گروه اس، تعطیلی تمام فعالیت‌های روسیه را اعلام کرد.

## تاریخچه
در گذشته، هایپرمارکت‌های گروه اس تفاوت زیادی با یکدیگر داشتند، زیرا به تعاونی‌ها اجازه داده می‌شد مفهوم خود را انتخاب کنند. از جمله نام‌های سوکوس-مارکت و پریسما استفاده می‌شد. اولین هایپرمارکت گروه اس، که در آن زمان سوکوس مارکت نامیده می‌شد، در سال ۱۹۷۱ در امتداد تامپرن‌تیه در تورکو تأسیس شد، اما سال بعد، Seppälä Prisma در یووسکوله تأسیس شد و نام خود را از یک بنای تاریخی ساخته شده در ارتباط با صنعت خودروسازی گرفت که شبیه یک منشور (انگلیسی: Prism) بود. در دهه ۱۹۷۰، سوپرمارکت‌های پریسما/سوکوس در کوولا، اولو، پوری، سینه‌یوکی و تامپره و سایر مناطق نیز افتتاح شدند. اولین پریسما در منطقه شهری هلسینکی در سال ۱۹۸۷ در مالمی افتتاح شد.
شکل فعلی زنجیره پریسما در سال ۱۹۸۸ متولد شد، زمانی که گروه اس شروع به ادغام فروشگاه‌های خود تحت زنجیره‌های ملی کرد. SOK پریسما را نامی موفق می‌دانست، بنابراین در تمام هایپرمارکت‌های گروه اس معرفی شد. طیف محصولات و بازاریابی فروشگاه‌ها یکپارچه شد. در پایان سال ۱۹۹۵، در مجموع ۲۸ پریسما در فنلاند وجود داشت. AS Prisma Latvija در ۱۷ ژانویه ۲۰۰۶ به عنوان یک گروه اس ثبت شده در فنلاند تأسیس شد. سرمایه سهام آن ۵٬۱۵۰٬۸۰۰ یورو بود.

## نگارخانه

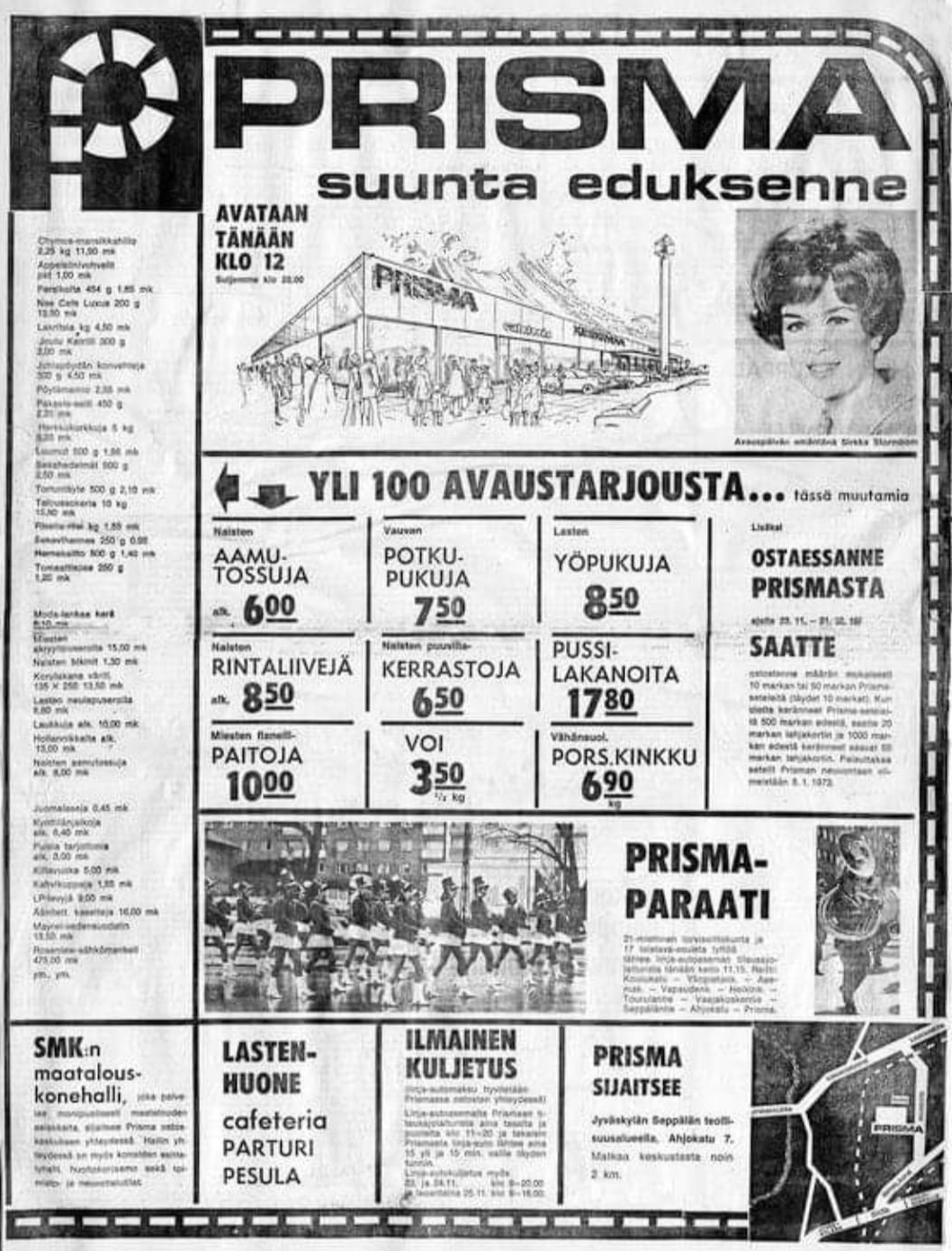
تبلیغ اولین پریسما در سال ۱۹۷۲

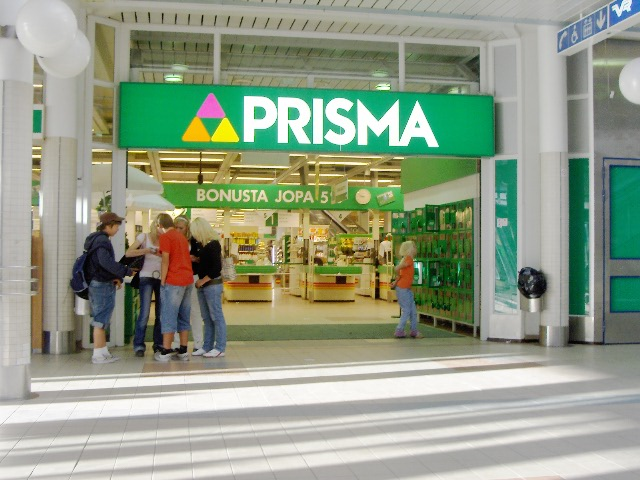
هلسینکی: مالمی
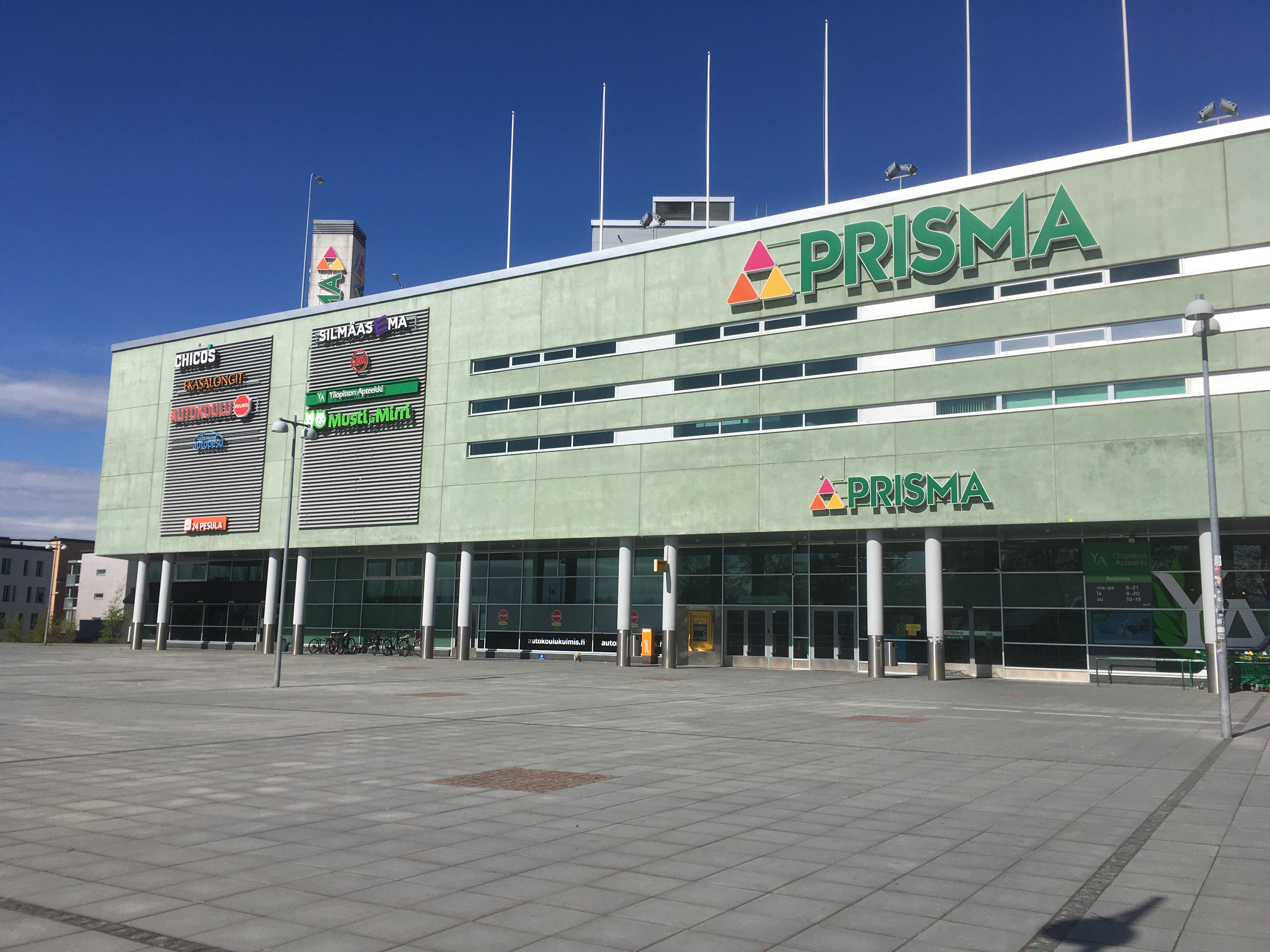
هلسینکی: ویککی
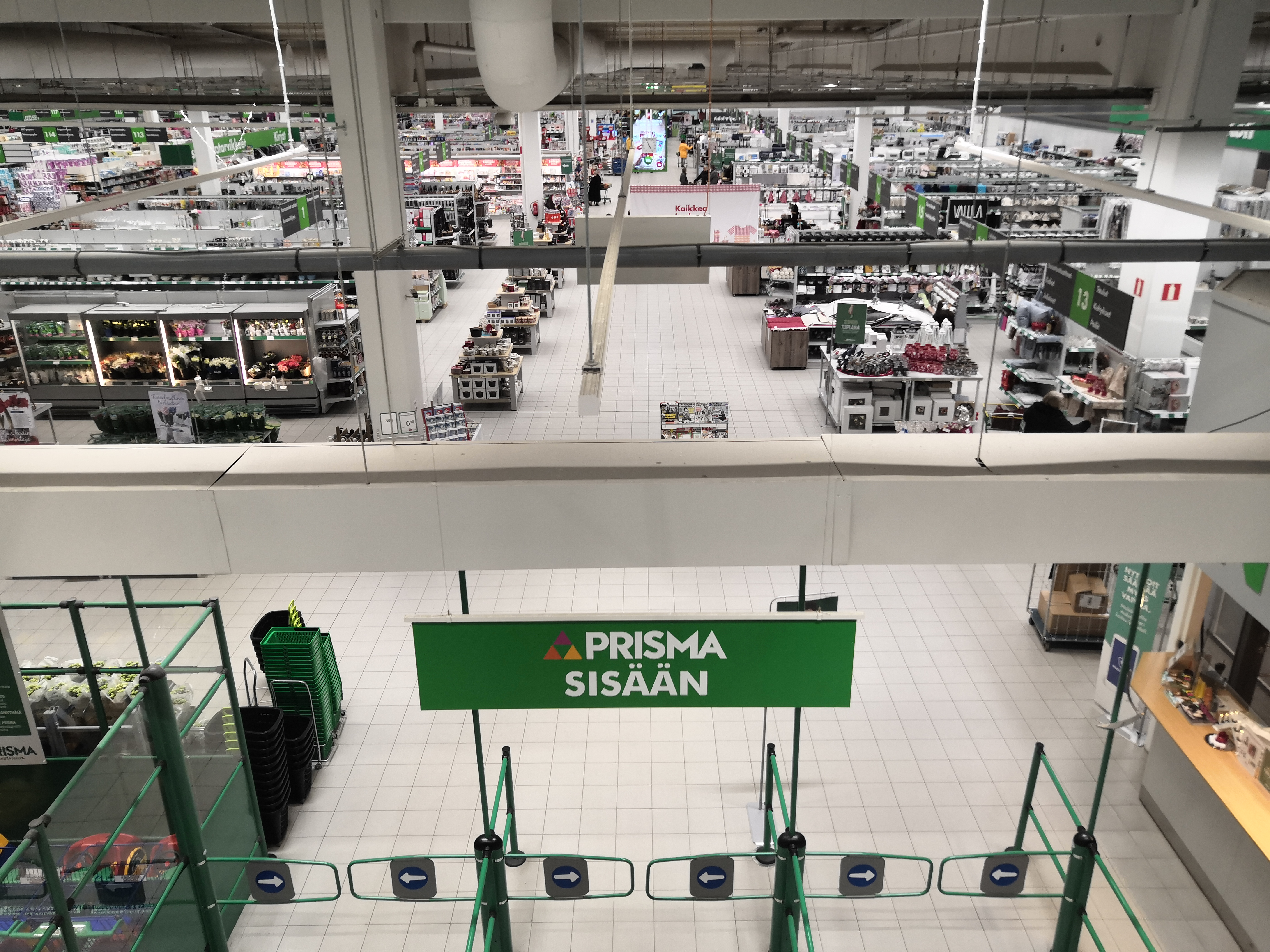
کوولا: Korjala
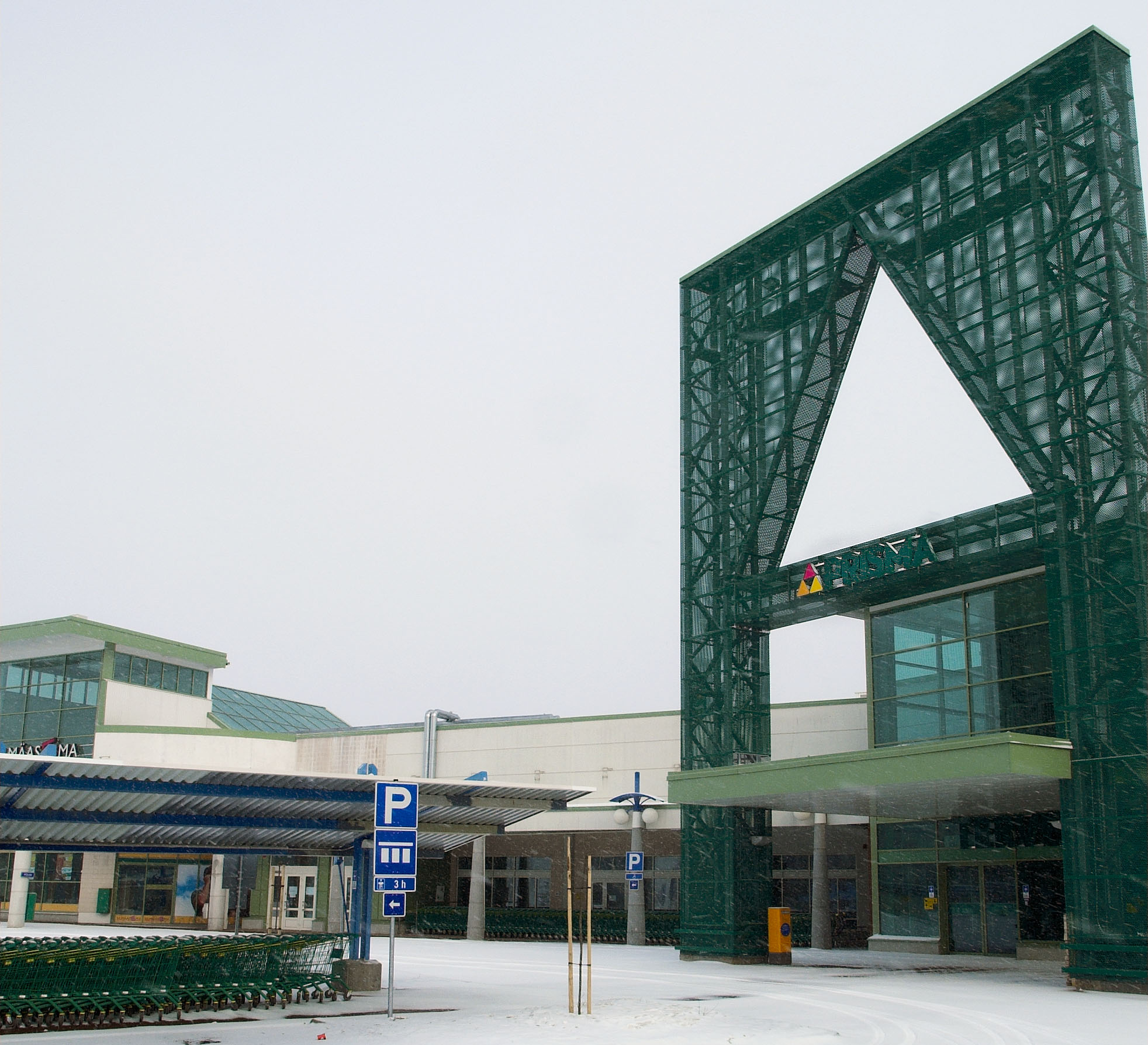
کوئوپیو: Savilahti
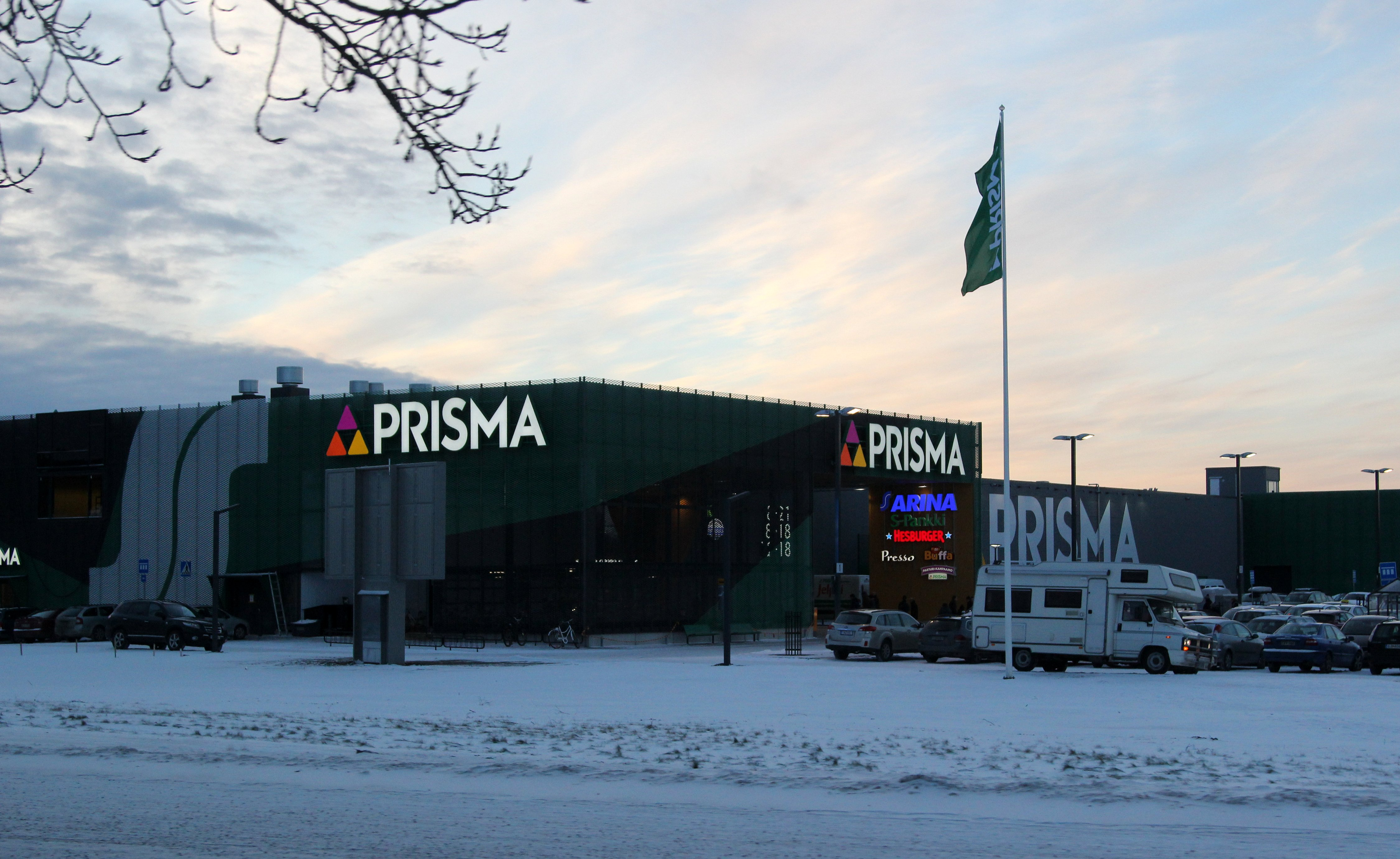
اولو: Limingantulli
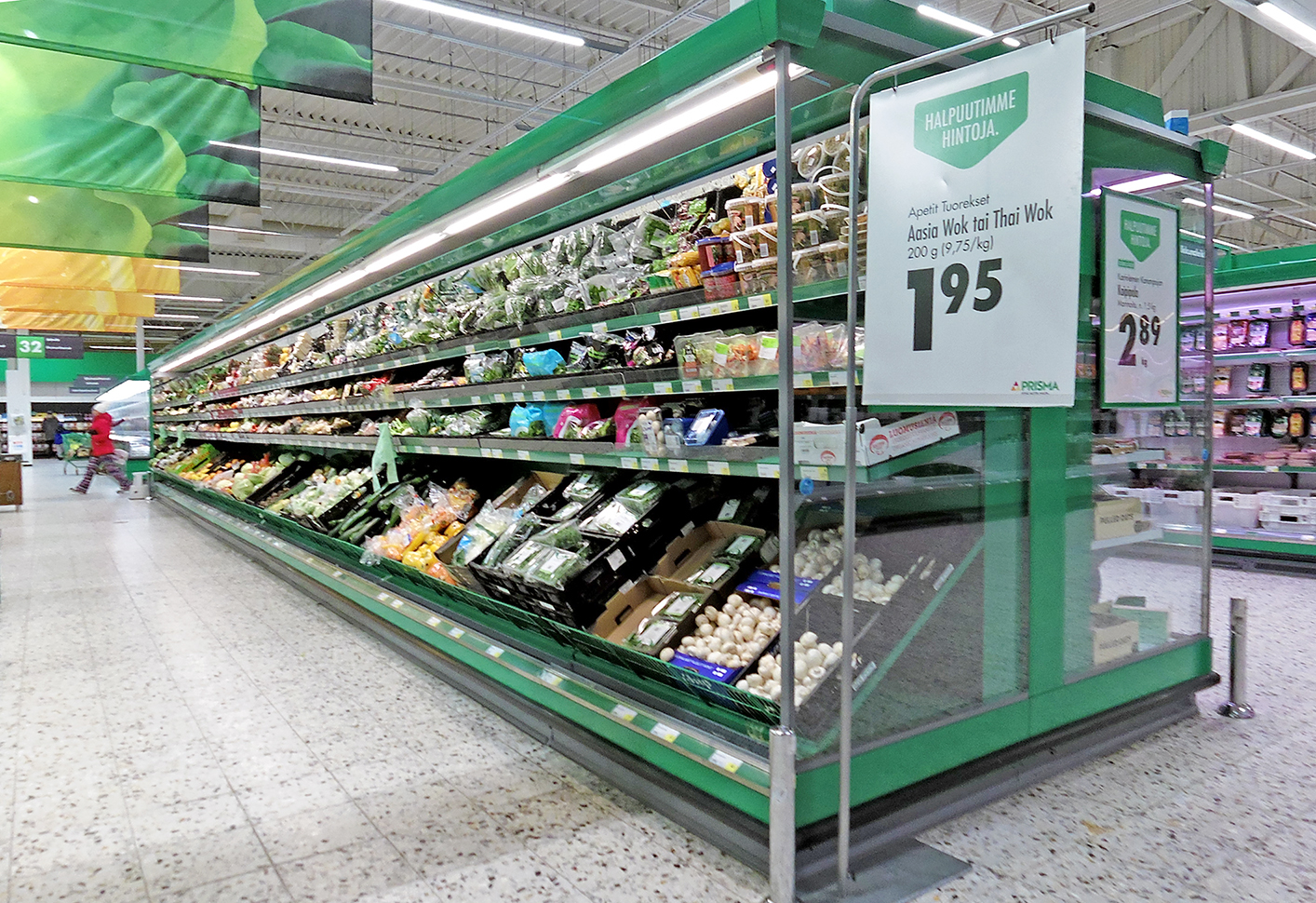
Vegetables in Prisma
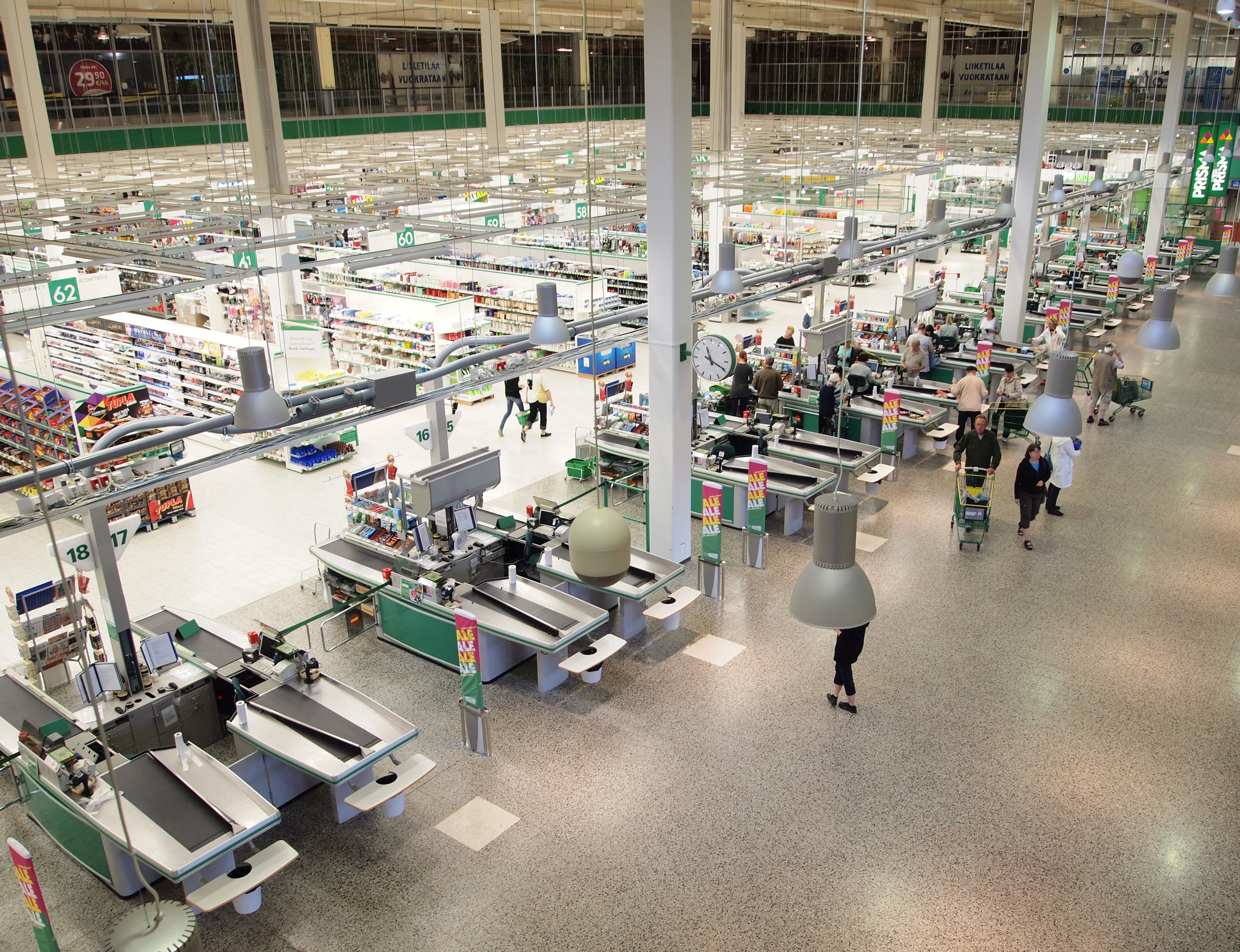
تامپره: کوئیویستن‌کوله
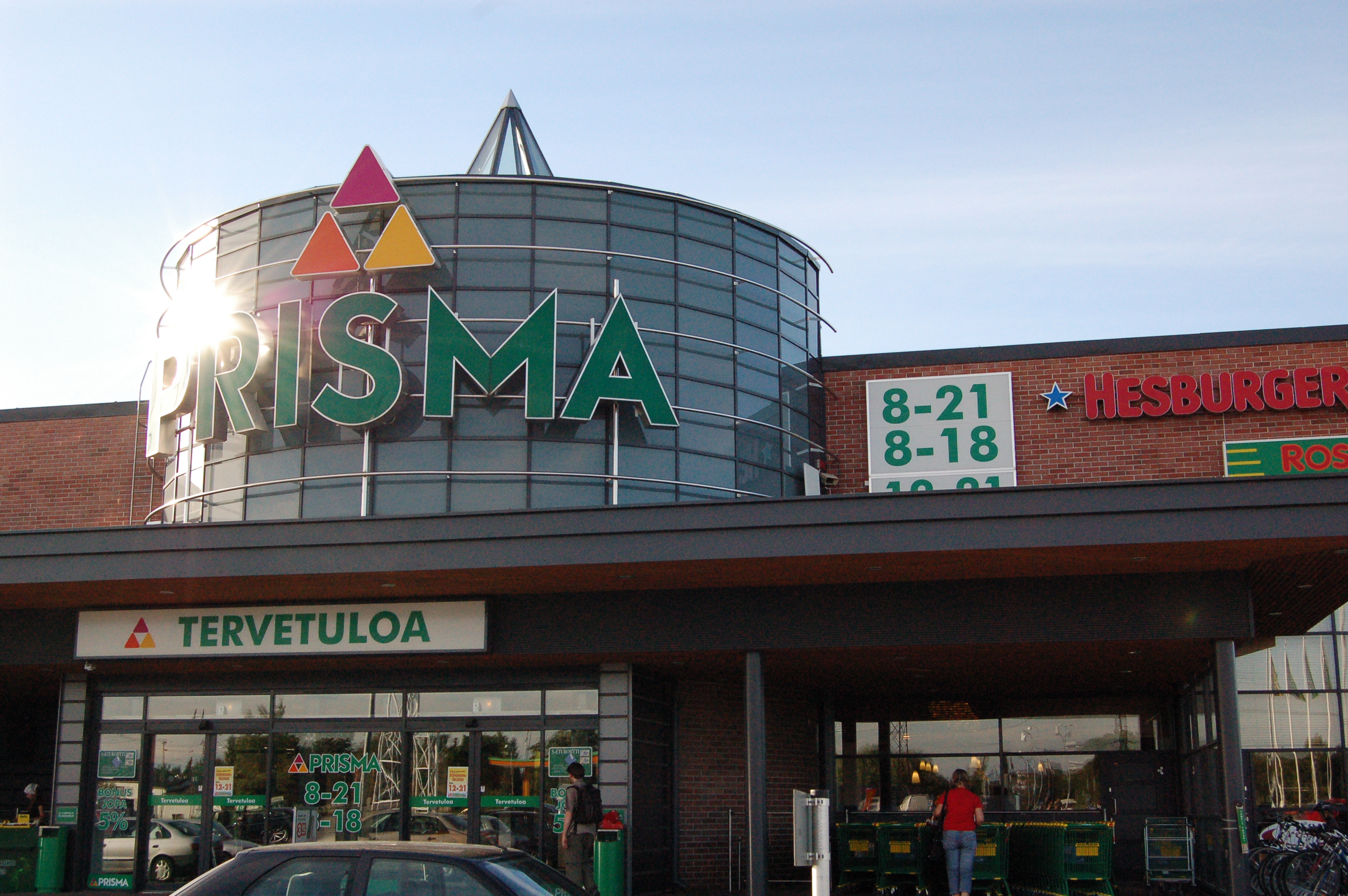
تورکو: Tampereentie
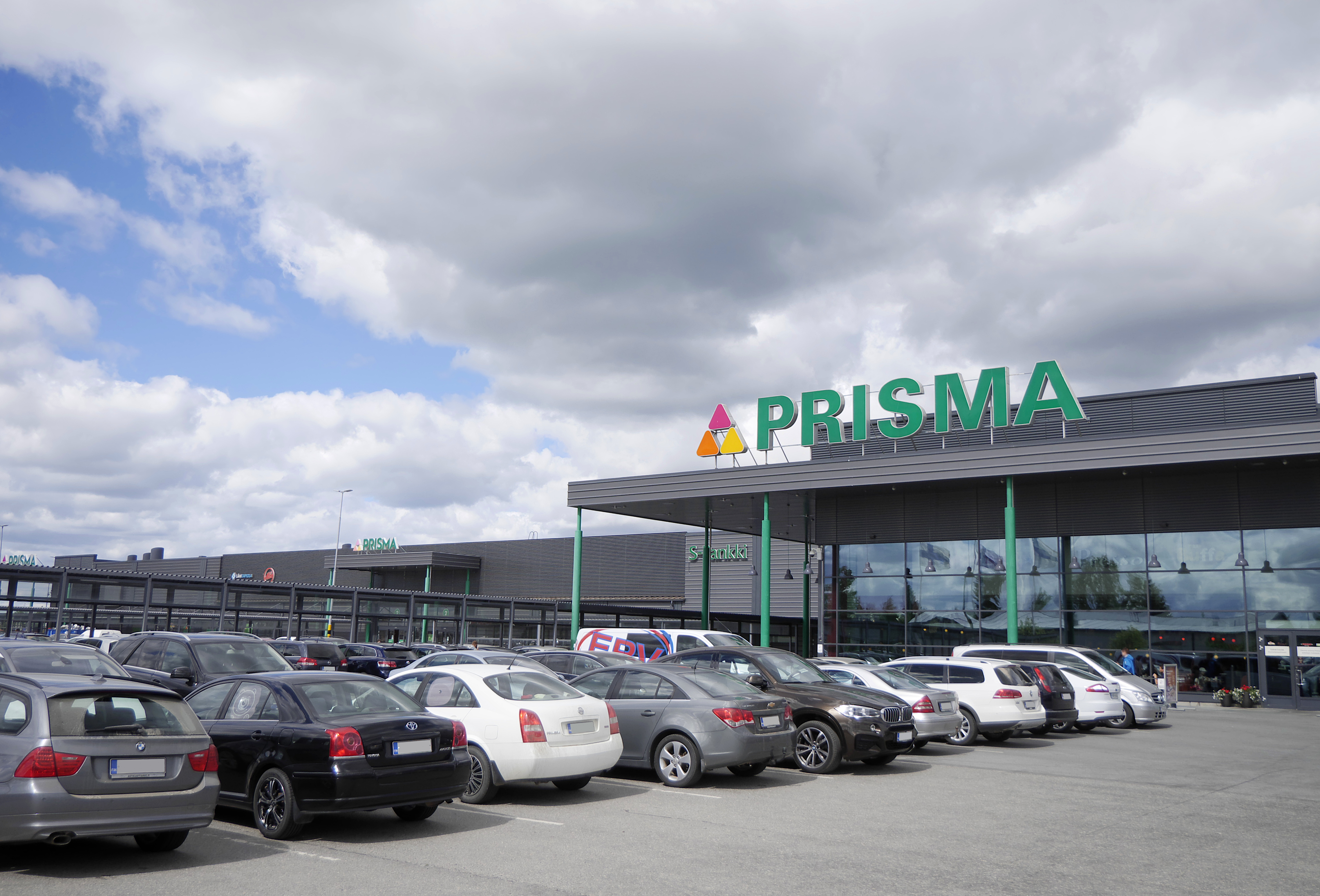
سینه‌یوکی: Hyllykallio
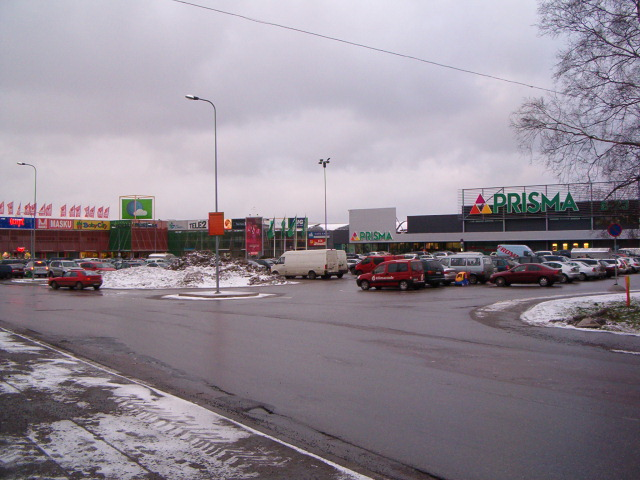
تالین: موستامه